# 抱石葬
抱石葬（ほうせきそう・だきいしそう）とは、縄文時代に存在した埋葬方法で、石を抱きながら葬られる埋葬方法である。死者が蘇らないようにというアニミズムの影響と考えられている。または死者の近親者が送った手紙の代わりであるとも解釈できる。屈葬の一種である。